# Tauxigny
Tauxigny är en kommun i departementet Indre-et-Loire i regionen Centre-Val de Loire i de centrala delarna av Frankrike. Kommunen ligger i kantonen Loches som tillhör arrondissementet Loches. År 2015 hade Tauxigny 1 403 invånare.

## Befolkningsutveckling
Antalet invånare i kommunen Tauxigny
Referens:INSEE